# Kaiser-Wilhelm-Denkmal (Essen)

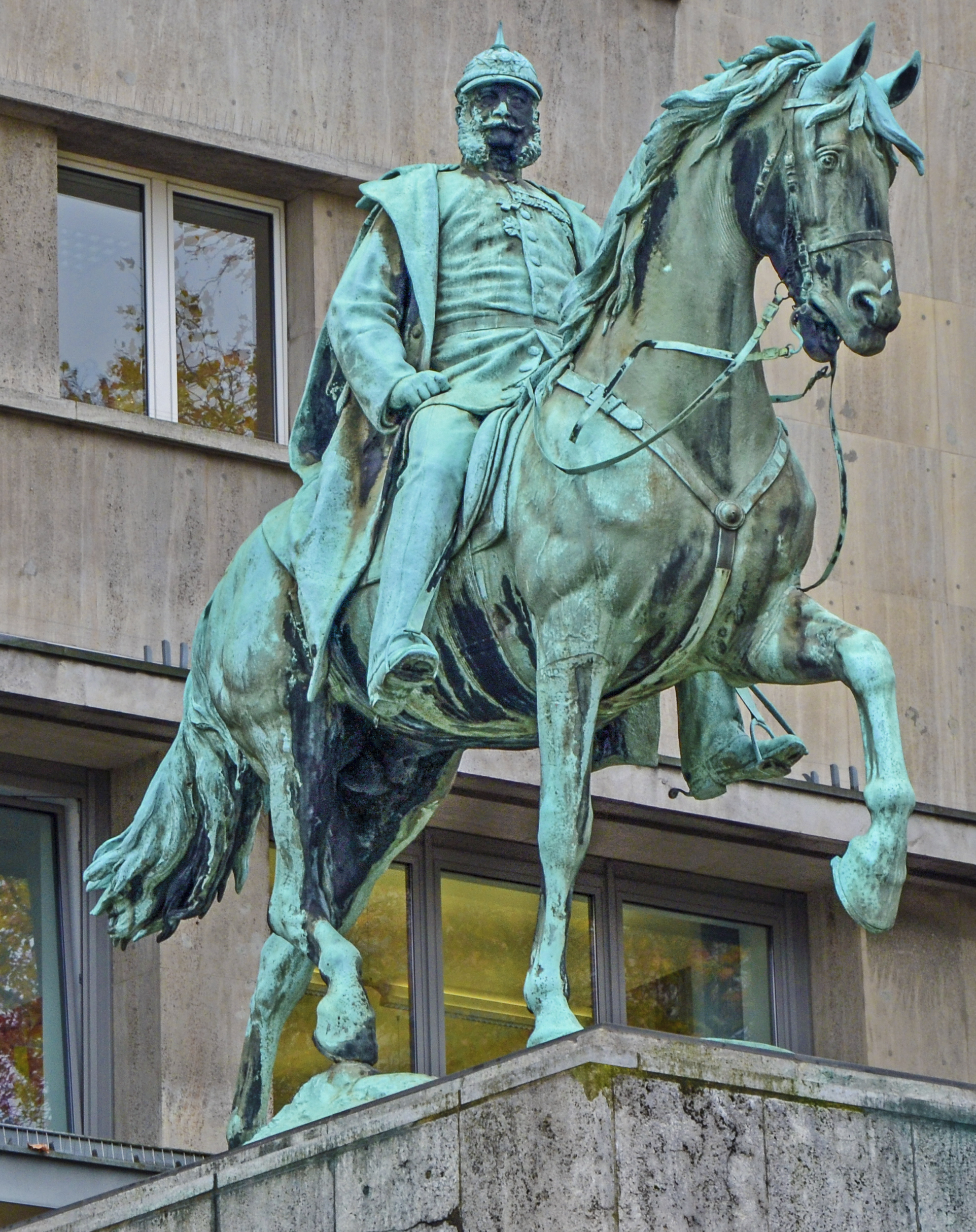
Kaiser-Wilhelm-Denkmal in Essen

Das Kaiser-Wilhelm-Denkmal auf dem Burgplatz in der Essener Stadtmitte ist ein Reiterstandbild, das Kaiser Wilhelm I. darstellt. Als eines von zahlreichen Kaiser-Wilhelm-Denkmalen, die während des Deutschen Kaiserreichs errichtet wurden, glorifiziert auch dieses Wilhelm I. als dessen Gründer sowie als Sieger über das Zweite Kaiserreich (Frankreich).

## Bezug zur Stadt Essen
Wilhelm I. wurde nach dem Sieg im Deutsch-Französischen Krieg 1870–1871 erster Deutscher Kaiser. Dieser Sieg und damit die Gründung des Kaiserreiches wird unter anderem den Stahlkanonen von Alfred Krupp zugeschrieben, da diese im Vergleich zu französischen Bronzekanonen eine nahezu doppelte Reichweite besaßen. Krupp produzierte sie in seiner Gussstahlfabrik im Westen von Essen. Kaiser Wilhelm I. besuchte insbesondere deshalb Essen mehrfach, zuletzt 1886.

## Das Denkmal
Das bronzene Reiterstandbild, das Kaiser Wilhelm I. als Feldherrn in Generalsuniform mit Mantel und Pickelhaube darstellt, wurde von Hermann Volz entworfen. Nach Grundsteinlegung ohne besonderer Feier am 26. August 1898, wurde das komplette Denkmal am 23. Oktober 1898 in der Mitte des Burgplatzes feierlich eingeweiht. Dazu waren insbesondere der Burgplatz und das Rathaus reich geschmückt und Häuser beflaggt. Nach einem Festgottesdienst versammelten sich 54 Vereine der Stadt auf dem Gerlingsplatz im Ostviertel. Sie zogen um elf Uhr in einem Festzug zum Burgplatz, der am Markt vorbei führte, an dem sich die Ehrengäste aufgestellt hatten. Die Vereine nahmen Aufstellung auf dem Burgplatz, die Ehrengäste nahmen auf der Terrasse Platz. Für die Männergesangsvereine war eine Tribüne aufgestellt. Zu den Ehrengästen gehörten unter anderen der General der Kavallerie und Gouverneur von Berlin Karl von Wedel als Vertreter des Kaisers, der Oberpräsident der Rheinprovinz Georg von Rheinbaben, der Oberregierungsrat Georg Michaelis, der Oberstaatsanwalt und Justizrat Hermann Irgahn, der Berghauptmann Otto Taeglichsbeck, der Präsident der Generalkommission Hermann Ascher, der Erschaffer des Denkmals Hermann Volz, der Gießer des Denkmals Paul Stotz, der Industrielle Friedrich Alfred Krupp, der Landrat Peter Klausener sowie Spitzen der regionalen Zivil- und Militärbehörden. Dann spielte die Essener Kapelle, die Schüler der Oberklassen und die Männerchöre sangen Lieder. Es folgte eine Rede des Oberbürgermeisters Erich Zweigert vom Rednerpodest, das neben dem Denkmal errichtet wurde. Nachdem die Männergesangsvereine und ein Knabenchor sangen, gab Zweigert nach Erlaubnis Karl von Wedels das Zeichen zur Enthüllung des Denkmals. Die Hülle fiel zu Glockengeläut und Böllerschüssen, die Menge sang Deutschland, Deutschland über alles. Wedel brachte ein Hoch auf den Kaiser aus. Ein Lorbeerkranz wurde im Namen der Stadt niedergelegt, ebenso ein Kranz durch den Essener Schützenverein. Nachdem die Ehrengäste einen Rundgang um das Denkmal gemacht hatten, löste sich die Menge der Festteilnehmer auf. Um 14 Uhr fand ein Festessen von etwa 200 Herren im großen Saal der Gesellschaft Verein statt, bei dem die Ehrengäste weitere Dankes- und Lobreden hielten. Am Abend wurden öffentliche und private Gebäude in der Innenstadt festlich beleuchtet.
Für die Kosten des Kaiser-Wilhelm-Denkmals kamen überwiegend freiwillige Spender aus dem Essener Bürgertum auf. Der Industrielle Friedrich Alfred Krupp und die Patrizier- und Industriellenfamilie Waldthausen gehörten mit jeweils 20.000 Mark zu den größten Einzelspendern. Insgesamt kamen 116.000 Mark an Spenden zusammen. Nach zwei erfolglosen Ausschreibungen, bei denen die Denkmalkommission niemanden Geeignetes fand, kreierte der nun beauftragte Professor der Staatlichen Akademie der Bildenden Künste Karlsruhe, Hermann Volz, die 4,5 Meter hohe, bronzene Reiterstatue.
Die Terrasse als Unterbau wurde durch den Stadtbaurat Wiebe ausgeführt und kostete zusätzlich noch einmal 65.000 Mark, die von der Stadt getragen wurden. Sie bestand aus schwedischem Granit mit kunstschmiede-eiserner Begrenzung. Die Terrassenhöhe auf dem niedrigen Burgplatz wurde auf das Niveau der Burgstraße (heute Kettwiger Straße) angepasst, so dass sie von der Burgstraße aus mit fünf Stufen, und von der östlichen Seite her mit 19 Stufen aus Odenwälder Sandstein zu erreichen war. Die Terrasse mit Mosaikboden besaß dabei eine Fläche von 28,4 mal 17,6 Metern.

Der Denkmalsockel aus grünem Odenwälder Syenit und grauem Granit, der auf der Terrasse stand, maß 3,4 mal 6,63 Meter bei einer Höhe von vier Metern. An seiner Vorderseite zur Burgstraße hin saß auf den vorgebauten Sockelstufen ein zum Sprung bereiter Löwe, der das Wappenschild des Reiches beschützte. Über dem Löwen befand sich auf einem Schild die Aufschrift: 

„Wilhelm der Grosse, Deutscher Kaiser, König von Preussen.“

 Darüber war ein Spruchband mit des Kaisers Wahlspruch: 

„Meine Kräfte gehören der Welt und dem Vaterlande.“

 Und über diesem Band lag die Kaiserkrone. Die nördliche Längsseite des Sockels trug die Inschrift: 

„Die schweren Verhängnisse, die ich in meiner Kindheit über das Vaterland einbrechen sah, der so frühe Verlust der unvergesslichen, teueren, geliebten Mutter, erfüllten von früh an mein Herz mit Ernst. Die Teilnahme an der Erhebung des Vaterlandes war der erste Lichtpunkt für mein Leben. Coblenz, den 10. April 1857.“

 Die südliche Längsseite des Sockels trug die Inschrift: 

„Uns aber und Unsern Nachfolgern an der Kaiserkrone wolle Gott verleihen, allzeit Mehrer des Deutschen Reiches zu sein, nicht an kriegerischen Eroberungen, sondern an den Gütern und Gaben des Friedens auf dem Gebiete nationaler Wohlfahrt, Freiheit und Gesittung. Versailles, den 18. Januar 1871.“

 Und auf der Denkmalrückseite stand schließlich: 

„Die dankbare Stadt Essen“

.

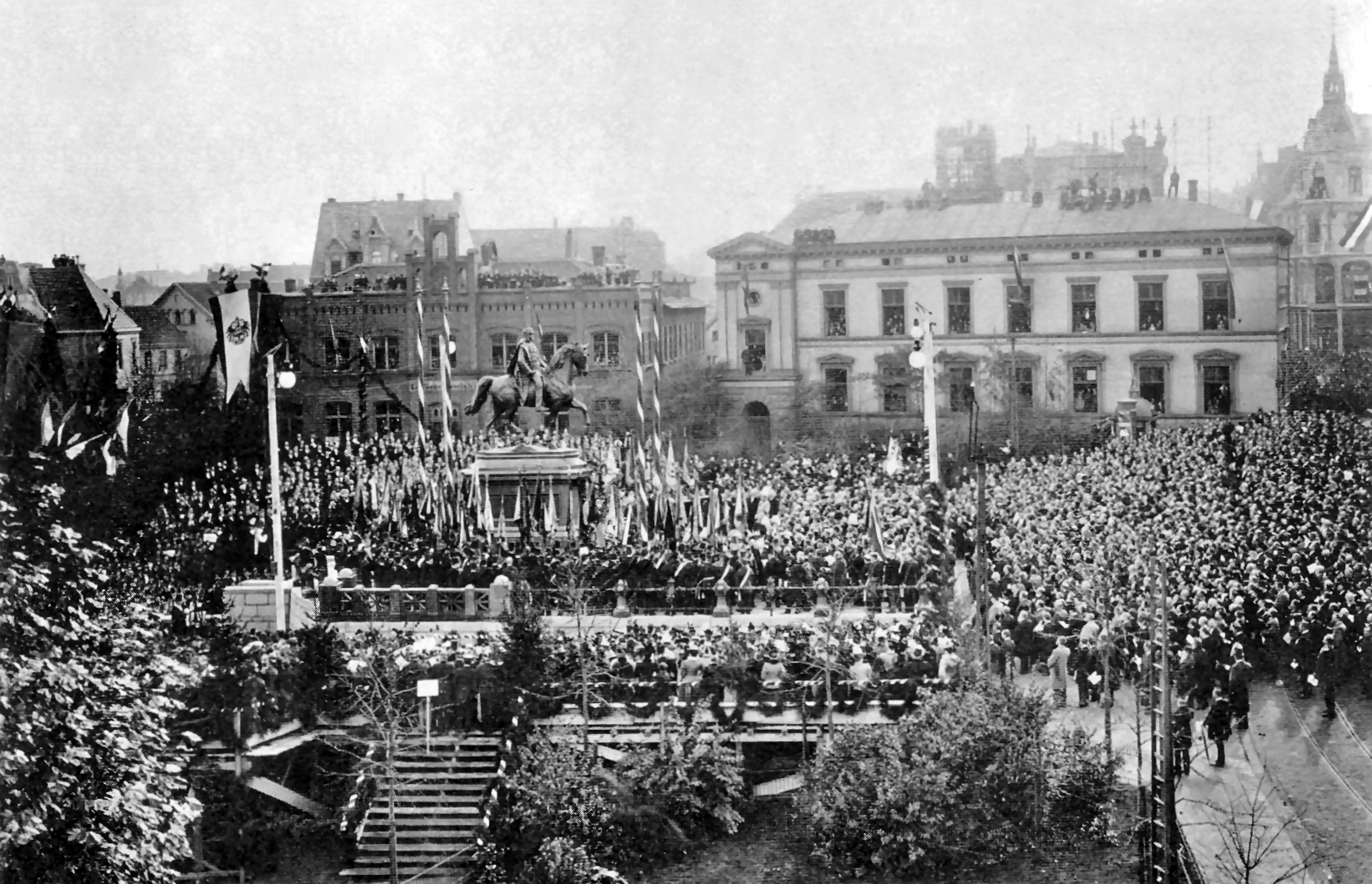
Einweihung am 23. Oktober 1898 auf dem Burgplatz
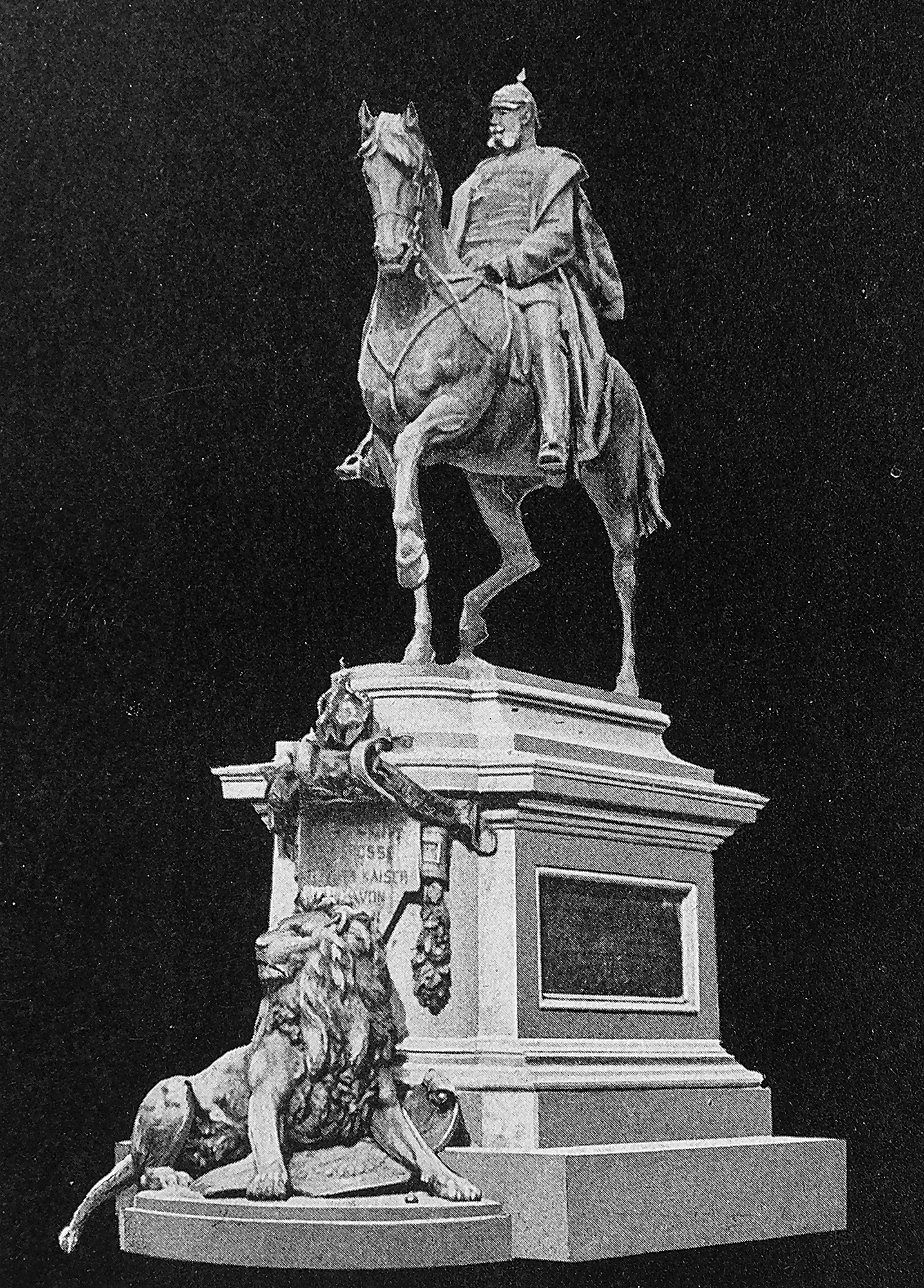
Kaiser-Wilhelm-Denkmal, Abbildung von 1905
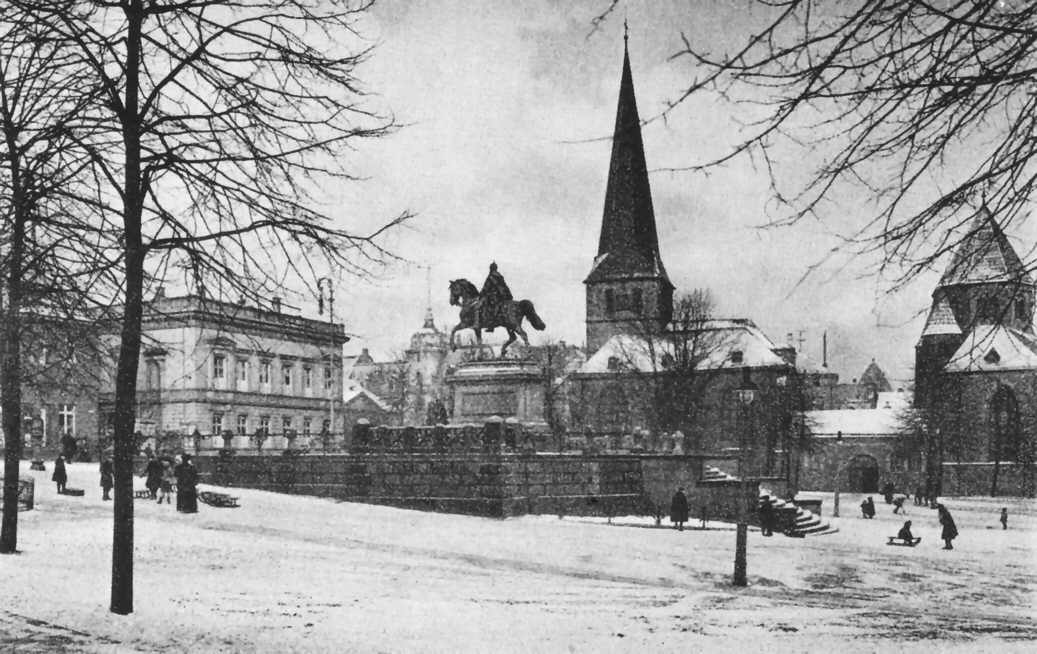
Das Denkmal auf dem noch abschüssigen Burgplatz, dahinter von l.n.r.: Haus der Familie Huyssen, St. Johann Baptist, Essener Münster

### Versetzung des Denkmals
Im Zuge einer umfassenden Umgestaltung der Innenstadt wurde in einem ersten Architektur-Wettbewerb 1924 ein städtebauliches Konzept gesucht, den Burgplatz großstädtisch umzugestalten. Daraufhin begradigte man das bisher nach Osten hin abschüssige Gelände des Platzes und verband ihn mit einer breiten Treppe mit der Burgstraße. So wurde das Reiterstandbild schließlich im September 1928 an seinen heutigen Standort am südwestlichen Rand des Burgplatzes, nahe dem Lichtburggebäude, direkt an die Burgstraße versetzt, wobei es einen neuen, vereinfachten Sockel ohne Terrasse erhielt. Zuvor war ein hölzernes Modell des Denkmals gebaut worden, um die Wirkung am neuen Standort auszuloten.
Die Skulptur des bronzenen Löwen gelangte zunächst an die Schillerwiese im Essener Stadtteil Stadtwald. Im Zweiten Weltkrieg, im Jahr 1940, wurde sie als Metallspende des deutschen Volkes eingeschmolzen.
Am 8. September 1994 wurde das Kaiser-Wilhelm-Denkmal unter Denkmalschutz gestellt.